# Теконша (Мичиген)
Теконша (енгл. Tekonsha) град је у америчкој савезној држави Мичиген.

## Демографија
По попису из 2010. године број становника је 717, што је 5 (0,7%) становника више него 2000. године.
| Група             | 2000.       | 2010.       |
| Белци             | 681 (95,6%) | 685 (95,5%) |
| Афроамериканци    | 1 (0,1%)    | 0 (0,0%)    |
| Азијати           | 0 (0,0%)    | 5 (0,7%)    |
| Хиспаноамериканци | 6 (0,8%)    | 6 (0,8%)    |
| Укупно            | 712         | 717         |